# 문헌 고찰
문헌 고찰(literature review) 또는 문헌 검토는 주제에 대한 이전에 출판된 작품에 대한 개요이다. 이 용어는 전체 학술 논문이나 책 또는 기사와 같은 학술 작품의 일부를 지칭할 수 있다.

## 같이 보기
- 체계적 문헌고찰
- 과학 문헌